# Cadre-47/1-Europameisterschaft 1963

Logo CEB (ausrichtender Verband)

Veranstaltungsort: San Sebastián

Die Cadre-47/1-Europameisterschaft 1963 war das siebte Turnier in dieser Disziplin des Karambolagebillards und fand vom 27. bis zum 30. Juni 1963 in San Sebastián statt. Es war die erste Cadre-47/1-Europameisterschaft in Spanien.

## Geschichte
José Gálvez aus Huelva schaffte in San Sebastián die große Überraschung und ließ die favorisierten Belgier und Niederländer hinter sich und wurde Europameister. Er erzielte sogar den besten Generaldurchschnitt (GD). Mit dem ungewohnten Material kamen die Belgier nicht ganz klar und wurden nur Zweiter und Vierter. Mit zwei Turnierbestleistungen wurde Henk Scholte Dritter. Für Ernst Rudolph reichte es nur zum sechsten Platz. Er verbesserte aber den deutschen Rekord in der Höchstserie auf 114.

## Turniermodus
Es wurde im Round Robin System bis 300 Punkte gespielt. Bei MP-Gleichstand (außer bei Punktgleichstand beim Sieger) wird in folgender Reihenfolge gewertet:
1. MP = Matchpunkte
2. GD = Generaldurchschnitt
3. HS = Höchstserie

## Abschlusstabelle

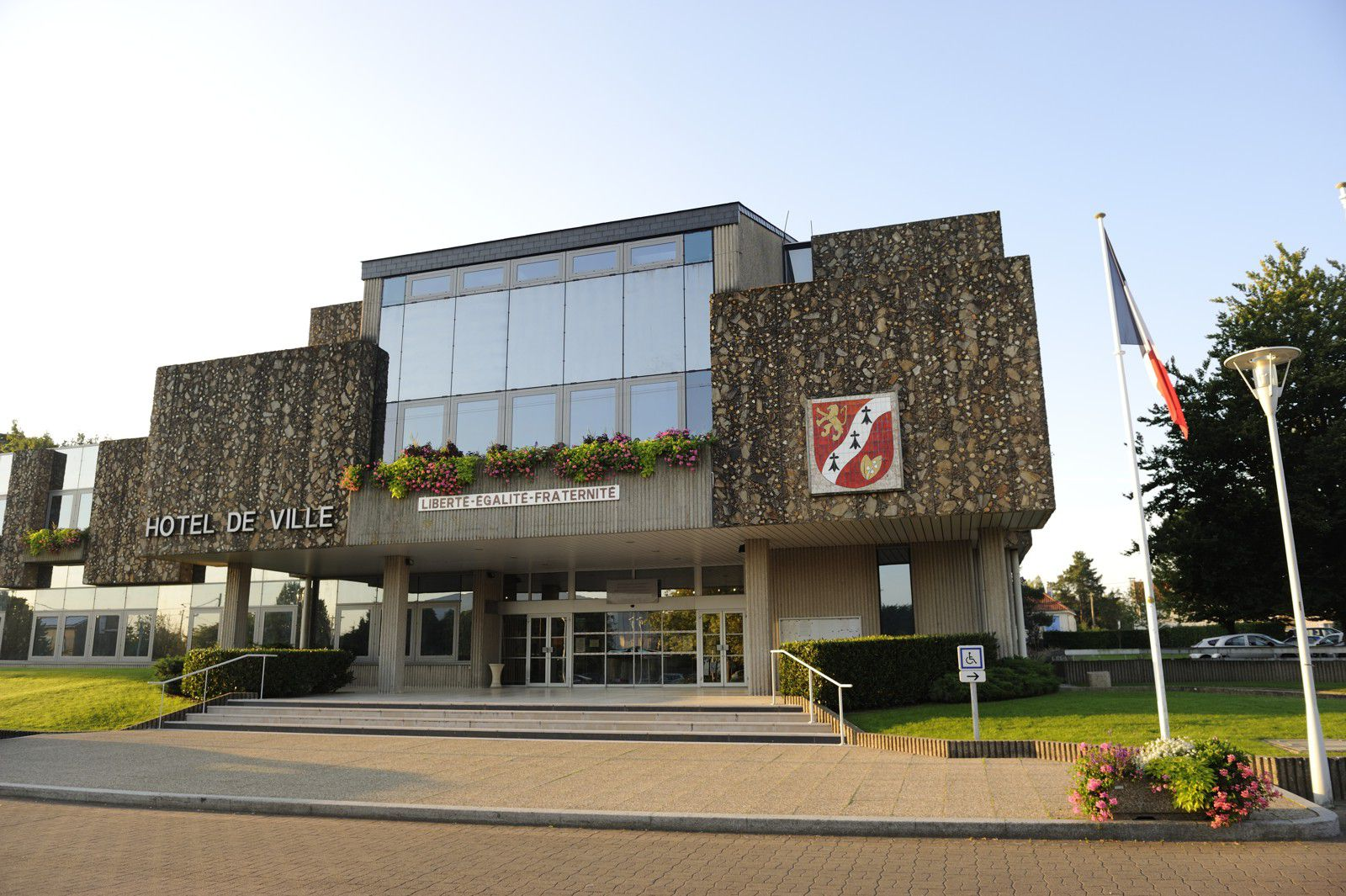
Fassade l’Hotel de Ville

| MP    | Match Points (Sieger = 2; Unentschieden = 1; Verlierer = 0) |
| Pkte. | Erzielte Karambolagen                                       |
| Aufn. | Benötigte Versuche                                          |
| GD    | Generaldurchschnitt                                         |
| BED   | Bester Einzeldurchschnitt eines Spielers                    |
| HS    | Höchstserie                                                 |
|       | Bester GD des Turniers                                      |
|       | Bester ED des Turniers                                      |
|       | Beste HS des Turniers                                       |
|       | 1. Platz (Gold)                                             |
|       | 2. Platz (Silber)                                           |
|       | 3. Platz (Bronze)                                           |

| Platz                      | Name               | MP   | Pkte. | Aufn. | GD    | BED   | HS  |
| -------------------------- | ------------------ | ---- | ----- | ----- | ----- | ----- | --- |
| 1                          | José Gálvez        | 12:2 | 1913  | 121   | 15,80 | 18,75 | 91  |
| 2                          | Laurent Boulanger  | 10:4 | 2003  | 167   | 11,99 | 21,42 | 104 |
| 3                          | Henk Scholte       | 8:6  | 1712  | 111   | 15,42 | 42,85 | 168 |
| 4                          | Clément van Hassel | 8:6  | 1788  | 126   | 14,19 | 30,00 | 116 |
| 5                          | Tini Wijnen        | 8:6  | 1802  | 129   | 13,96 | 27,27 | 126 |
| 6                          | Ernst Rudolph      | 6:8  | 1781  | 130   | 13,70 | 16,66 | 114 |
| 7                          | Ramon Aguilera     | 4:10 | 1601  | 161   | 9,94  | 13,04 | 107 |
| 8                          | Jacques Grivaud    | 0:14 | 1269  | 181   | 7,01  | –     | 108 |
| Turnierdurchschnitt: 12,31 |                    |      |       |       |       |       |     |